# Charles de Gaulle
Charles André Joseph Marie de Gaulle (pronunciado /ʃaʁl də ɡol/ (escucharⓘ); Lille; 22 de noviembre de 1890-Colombey-les-Deux-Églises, 9 de noviembre de 1970) fue un general y estadista francés que dirigió la resistencia francesa contra la Alemania nazi en la Segunda Guerra Mundial y presidió el Gobierno provisional de la República francesa de 1944 a 1946 para restablecer la democracia en Francia. Fue una figura predominante en Francia durante la Guerra Fría, además de ser promotor de la reconciliación franco-alemana y una de las figuras influyentes en la historia del proceso de construcción de la Unión Europea, lo que hace que su pensamiento continúe influyendo en la política de Francia. En 1958, abandonó su retiro de la política tras haber sido nombrado primer ministro por el presidente René Coty. Su principal obra como presidente del gobierno fue la promulgación de una nueva constitución, la cual dio paso a la Quinta República una vez que esta se aprobó mediante un referéndum. Ese mismo año fue elegido presidente y fue reelecto en dicho cargo en 1965, renunciando en 1969.
Se graduó en la Escuela Especial Militar de Saint-Cyr en 1912. Fue nombrado oficial durante la Primera Guerra Mundial, habiendo salido herido varias veces y luego hecho prisionero en Verdún. Pétain lo consideraba un muy buen oficial. En 1921 se casó con Yvonne Vendroux, con quien tuvo tres hijos: Philippe (1921-2024), Élisabeth (1924-2013) y Anne, que tenía síndrome de Down (1928-1948). Durante el período de entreguerras, ejerció diversos cargos militares, en particular el de secretario del Consejo de Defensa Nacional (1937-1940), bajo el mando del mariscal Philippe Pétain. Durante la invasión alemana de mayo de 1940, dirigió una división blindada que contraatacó a los invasores; posteriormente fue nombrado subsecretario de guerra. Al caer el gobierno de Paul Reynaud y establecerse el régimen de Pétain, su antiguo jefe, con el apoyo del colaboracionista nazi, Pierre Laval, constató que las nuevas autoridades no continuarían la guerra contra el Tercer Reich y por el contrario planearían la rendición francesa en lugar de luchar desde Argelia. Al negarse a aceptar el armisticio de su gobierno con Alemania, De Gaulle exhortó a la población francesa a resistir la ocupación y continuar la lucha en su llamamiento del 18 de junio desde Londres tras haber abandonado el país el 16 de junio de 1940. Allí asumió el mando de la Francia Libre o Francia Combatiente.
Durante esos años escribió el libro L'Appel (entre 1940 y 1942), donde expone su visión de la guerra: la enorme tragedia de la ocupación, el espíritu derrotista, la entrega al enemigo, el llamamiento a no claudicar desde Londres, la organización de la Francia Libre, la lucha por la dignidad de esta en defensa de toda Francia y las aportaciones que estos franceses prestaron a los aliados, mediante la organización de fuerzas armadas que participaron en combates decisivos contra la Wehrmacht.
Dirigió un gobierno en exilio (fundado en Londres) así como las fuerzas armadas de este, las cuales estaban en contra de las potencias del Eje. A pesar de las frías relaciones que poseía con el Reino Unido y especialmente con los Estados Unidos, emergió como el líder indiscutido de la resistencia francesa. Se convirtió en jefe del Gobierno Provisional de la República Francesa en junio de 1944, siendo este el gobierno interino de Francia después de su liberación. Ese mismo 1944, De Gaulle introdujo una política económica dirigista, la cual implicaba un control sustancial conducido por el Estado sobre una economía capitalista. La consecuencia de esto fueron treinta años de crecimiento económico sin precedentes en la historia francesa, por lo cual dicho periodo (1944-1974) fue denominado como los Treinta gloriosos.
Frustrado por el regreso del mezquino partidismo en la nueva Cuarta República, De Gaulle dimitió a principios de 1946 sin dejar de lado la actividad política al haber fundado el partido Agrupación del Pueblo Francés (Rassemblement du Peuple Français, RPF). No obstante se retiró de la política a principios de la década de 1950 y escribió un libro sobre su experiencia en la guerra titulado Memorias de guerra, el cual rápidamente se convirtió en un elemento básico de la literatura francesa moderna. Cuando la guerra de Independencia de Argelia estaba desgarrando la inestable Cuarta República, la Asamblea Nacional lo trajo nuevamente al poder durante la crisis de mayo de 1958. Fundó la Quinta República con una fuerte presidencia, y fue elegido para continuar como presidente. Logró mantener a Francia unida mientras daba los pasos para terminar la guerra, pese a la molestia de los Pieds-Noirs (franceses étnicos nacidos en Argelia) y de los militares; ambos anteriormente habían apoyado su regreso al poder para mantener el dominio colonial. Le otorgó la independencia a Argelia y progresivamente a otras colonias francesas.
En el contexto de la Guerra Fría, De Gaulle inició su «política de grandeza» afirmando que Francia, como potencia principal, no debería depender de otros países, como los Estados Unidos, para su seguridad nacional y prosperidad. Con este fin, siguió una política de «independencia nacional» que le llevó a retirar al país de la estructura militar de la OTAN, a despejar el país de bases estadounidenses y a lanzar un programa de desarrollo nuclear independiente que convirtió a Francia en la cuarta potencia nuclear. Restauró las relaciones francoalemanas para crear un contrapeso europeo entre las esferas de influencia angloamericanas y soviéticas mediante la firma del Tratado del Elíseo el 22 de enero de 1963. Sin embargo, se opuso a cualquier desarrollo de una Europa supranacional, favoreciendo una Europa soberana. De Gaulle criticó abiertamente la intervención de los Estados Unidos en Vietnam y el «privilegio exorbitante» del dólar estadounidense. En sus últimos años, su apoyo al lema Vive le Québec libre y sus dos vetos a la entrada del Reino Unido en la Comunidad Económica Europea generaron una considerable controversia.
Pese a haber sido reelegido presidente en 1965, su permanencia en el puesto se vio en crisis por las protestas generalizadas de estudiantes y trabajadores en mayo de 1968. No obstante, logró librarse de dicha crisis y el mismo año consiguió ganar las elecciones legislativas con una considerable mayoría en la Asamblea Nacional. Sorpresivamente, De Gaulle renunció en 1969 después de perder un referéndum en el que propuso una mayor descentralización. Murió un año después en su residencia en Colombey-les-Deux-Églises, dejando sus memorias presidenciales sin terminar. Muchos partidos y figuras políticas francesas reclaman un legado denominado gaullista, siendo muchas las calles y monumentos en Francia las que están dedicadas a su memoria, incluyendo al único portaaviones nuclear de Europa, el Charles de Gaulle (R91).

## Primeros años: 1890-1909

### Infancia y orígenes
De Gaulle nació en la región industrial de Lille, ubicada en el departamento de Norte. Fue el tercero de cinco niños y fue criado en una familia devotamente católica y tradicional. Su padre, Henri de Gaulle, fue profesor de historia y literatura en un colegio jesuita y posteriormente fundó su propia escuela.
Henri de Gaulle provenía de una familia noble de Normandía y Borgoña, siendo este un funcionario público. El nombre se cree que es de origen flamenco, y bien puede derivar de van der Waulle («de la muralla»). La madre de De Gaulle, Jeanne (de apellido de soltera, Maillot), descendía de una familia de empresarios ricos de Lille. Tenía ascendencia francesa, irlandesa, escocesa, flamenca y alemana.
Como parte de la nobleza francesa, la familia De Gaulle había perdido la mayor parte de sus tierras en la Revolución Francesa, a la que se opusieron.
El padre de De Gaulle alentó el debate histórico y filosófico entre sus hijos a la hora de la comida, y con su aliento, el entonces pequeño Charles se familiarizó con la historia francesa desde una edad temprana. Impresionado por como su madre relataba el cuento de cómo lloraba una niña cuando supo de la capitulación francesa ante los alemanes en Sedan en 1870, desarrolló un gran interés en la estrategia militar. También fue influenciado por su tío, quien también era llamado Charles de Gaulle. Su tío era historiador y apasionado estudioso celta que escribió libros y panfletos que abogaban por la unión de los galeses, escoceses, irlandeses y bretones en un solo pueblo. Su abuelo Julien-Philippe también era historiador, y su abuela Josephine-Marie escribió poemas que apasionaron su fe cristiana.

### Educación e influencias intelectuales (1900-1909)
Cuando De Gaulle tenía diez años ya era lector de historia medieval. Durante su adolescencia temprana comenzó a escribir poesía, y más tarde su familia pagó una composición, un juego de un acto en verso sobre un viajero, para ser publicado en privado. Era un lector voraz, por lo que a raíz de ello, leyó tomos filosóficos de escritores como Henri Bergson, Charles Péguy y Maurice Barrès. Además de los filósofos alemanes Nietzsche, Kant y Goethe, leyó las obras de los antiguos griegos (especialmente Platón) y la prosa del poeta romántico Chateaubriand.
De Gaulle se educó en el Collège Stanislas de París y estudió brevemente en Bélgica, donde continuó mostrando su interés por leer y estudiar historia, compartiendo a su vez el gran orgullo que muchos de sus compatriotas sentían por los logros de su nación. A la edad de quince años escribió un ensayo que imaginaba al «General de Gaulle» llevando al ejército francés a la victoria sobre Alemania en 1930; más tarde escribió que en su juventud había esperado con cierta anticipación ingenua la inevitable guerra futura con Alemania para vengar la derrota francesa de 1870.
La Francia en la que De Gaulle creció durante su adolescencia, era una sociedad dividida, que traía consigo acontecimientos y procesos que no eran bienvenidos en la familia De Gaulle: el crecimiento del socialismo y el sindicalismo, la separación legal de la Iglesia y el Estado en 1905 y la reducción del período del servicio militar a dos años (también en 1905). Igualmente desagradables para los De Gaulle fueron la Entente Cordiale con Gran Bretaña, la primera crisis marroquí y, sobre todo, el caso Dreyfus. Henri de Gaulle llegó a ser un partidario de Alfred Dreyfus, el capitán franco-judío en cuestión. Sin embargo, el apoyo del padre de Gaulle era condicional, puesto a que estaba más preocupado por la reputación del Ejército que por su inocencia per se. El mismo período también vio el resurgimiento del catolicismo evangélico, la culminación de la Basílica Sacré-Cœur y el surgimiento del culto a Juana de Arco.
De Gaulle no fue un alumno sobresaliente hasta la mitad de su adolescencia, pero a partir de julio de 1906 fue más tenaz en la escuela a medida que se concentraba en reunir los requisitos para entrar a la Escuela Especial Militar de Saint-Cyr. De Gaulle se unió al ejército, a pesar de estar más inclinado a una carrera como historiador, aunque dichas razones podrían encontrarse en buscar complacer a su padre. No obstante, posteriormente escribió: «cuando entré en el ejército, era una de las mejores cosas del mundo», comentario que el periodista y biógrafo de De Gaulle, Jean Lacouture, sugiere que debe ser tratado con cautela, pues la reputación del ejército francés estaba en un punto bajo a principios del siglo XX luego del caso Dreyfus. Prueba de la reputación del Ejército es que había menos de 700 postulantes para entrar a St. Cyr en 1908, en lugar de los más de 2000 que había para el cambio de siglo. Inicialmente, de Gaulle fue utilizado para romper huelgas.

## Carrera temprana: 1909-1918

### Inicios en la Escuela Especial Militar de Saint Cyr (1909-1913)
Finalmente, De Gaulle tuvo éxito en su postulación para entrar en Saint Cyr en 1909. Su clasificación dentro de los postulantes fue mediocre (119 de 221 participantes), sin embargo era relativamente joven y aquel había sido su primer intento en un examen. De acuerdo con una ley del 21 de marzo de 1905, los aspirantes a oficiales del ejército debían permanecer por lo menos un año en las filas, incluido el tiempo como cabo y suboficial, antes de asistir a la academia. En consecuencia, en octubre de 1909, De Gaulle se alistó en el 33.º Regimiento de Infantería del Ejército de Tierra Francés, con base en Arras. Este fue un regimiento histórico en las batallas de Austerlitz, Wagram y Borodinó. En abril de 1910 fue ascendido a cabo. El comandante de su compañía se negó a promocionarlo a sargento, el rango habitual para un posible oficial. Esta razón se debió a que de acuerdo con su superior el joven sentía claramente que nada menos que el condestable de Francia sería suficiente para él. Finalmente fue ascendido a sargento en septiembre de 1910.
De Gaulle asumió como sargento en St. Cyr en octubre de 1910. Al final de su primer año escaló hacia el puesto 45. En St Cyr, de Gaulle adquirió el sobrenombre de «el Gran Espárrago» por su altura extremadamente elevada (1,96 m), su frente alta y su nariz. Su trayectoria en la academia fue de menos a más, por lo que en forma posterior recibió elogios por su conducta, modales, inteligencia, carácter, espíritu militar y resistencia a la fatiga. En 1912, se graduó en 13.er lugar de su clase.
Prefiriendo servir en Francia que en ultramar, en octubre de 1912, se reincorporó al 33.º Regimiento de Infantería como subteniente (segundo teniente). El regimiento ahora estaba comandado por el coronel (y futuro mariscal) Philippe Pétain, a quien De Gaulle seguiría durante los siguientes quince años. Más tarde escribió en sus memorias: «Mi primer coronel, Pétain, me enseñó el arte del mando».
En el período previo a la Primera Guerra Mundial, De Gaulle habría estado de acuerdo con Pétain en cuanto a la obsolescencia de la caballería y de las tácticas tradicionales en la era de las ametralladoras y el alambre de púas. A menudo debatía con su superior acerca de eventuales grandes batallas y el posible resultado de cualquier guerra. Lacouture es escéptico, señalando que aunque Pétain escribió evaluaciones entusiastas de De Gaulle en los primeros dos trimestres de 1913, es poco probable que se destacara entre los 19 capitanes y 32 tenientes bajo su mando. De Gaulle habría estado presente en las maniobras de Arras de 1913, en las que Pétain criticó al general Le Gallet en la cara, pero no hay evidencia en sus cuadernos que aceptara las ideas pasadas de moda de Pétain sobre la importancia del poder de fuego.
De Gaulle fue ascendido a primer teniente en octubre de 1913.

### Primera Guerra Mundial (1914-1918)

#### En combate (1914-1916)
Cuando finalmente estalló la guerra en Francia a principios de agosto de 1914, el 33.° Regimiento, considerado una de las mejores unidades de combate del país, fue inmediatamente enviado a hacerle frente al avance alemán en Dinant. Sin embargo, el comandante del Quinto Ejército Francés, el general Charles Lanrezac, permaneció anclado a las tácticas de batalla del siglo XIX, arrojando sus unidades a cargas de bayoneta sin sentido con cornetas y colores completos volando contra la artillería alemana, por lo cual incurrieron en grandes pérdidas.
Como comandante de pelotón, De Gaulle estuvo involucrado en feroces combates desde el comienzo. Recibió su bautismo de fuego el 15 de agosto y fue uno de los primeros en ser herido, recibiendo una bala en la rodilla durante la masacre de Dinant. En el hospital habría mostrado su irritación con base en las tácticas utilizadas, por lo que habló acerca de ellas con otros oficiales, criticando los métodos obsoletos del Ejército francés. Sin embargo, no hay evidencia contemporánea de que haya entendido la importancia de la artillería en la guerra moderna. En cambio, en su escrito de la época, criticó la ofensiva «superpuesta», la insuficiencia de los generales franceses y la «lentitud de las tropas inglesas».
Se reincorporó a su regimiento en octubre, como comandante de la Séptima Compañía. Muchos de sus antiguos camaradas habían perdido la vida. En diciembre se convirtió en ayudante del regimiento.
La unidad de De Gaulle ganó el reconocimiento por arrastrarse repetidas veces en tierra de nadie para escuchar las conversaciones del enemigo en sus trincheras. La información que De Gaulle brindó luego de estas maniobras fue tan valiosa que el 18 de enero de 1915 recibió la Croix de Guerre. El 10 de febrero fue ascendido a capitán, inicialmente de forma provisional. El 10 de marzo de 1915, De Gaulle recibió una bala en la mano izquierda durante la batalla del Somme, la cual inicialmente parecía trivial, pero que luego terminó infectándolo. La herida lo incapacitó durante cuatro meses y como secuela dejó el que se viese obligado a usar su anillo de bodas en la mano derecha. En agosto, comandó la décima compañía antes de regresar al trabajo como ayudante de regimiento. El 3 de septiembre de 1915 su rango de capitán se hizo permanente. A fines de octubre, al regresar de un permiso, regresó nuevamente al mando de la décima compañía.
Como comandante de compañía en Douaumont (durante la batalla de Verdún) el 2 de marzo de 1916, mientras lideraba una carga para intentar salir de una posición que había sido rodeada por el enemigo, recibió una herida de bayoneta en el muslo izquierdo tras ser aturdido por un proyectil y ser capturado luego de desmayarse por los efectos del gas venenoso. Fue uno de los pocos sobrevivientes de su batallón. Los soldados alemanes lo sacaron de un cráter vacío y lo tomaron prisionero.

#### Como prisionero (1916-1918)
De Gaulle pasó 32 meses en un campo de prisioneros de guerra alemán en Ingolstadt (Baviera). Su estancia allí fue relativamente cómoda, aunque en una carta escrita para su madre, definió este encierro como «un lamentable exilio».
En cautiverio, De Gaulle leía periódicos alemanes. Habilidad que había adquirido en la escuela, además de poner dicha lengua en práctica durante sus vacaciones de verano, las que solían ser en Alemania. Su fervor patriótico y su confianza en la victoria le valieron otro sobrenombre, Le Connétable («el Condestable»), título del comandante en jefe del Ejército francés en épocas medievales. En este período entabló amistad con otro prisionero, Mijaíl Tujachevsky, quien se convertiría en uno de los más importantes generales soviéticos. En Ingolstadt, De Gaulle escribió su primer libro, el cual se titulaba Discorde chez l'ennemi (La casa del enemigo dividida), y en este se analizaban los problemas y las divisiones dentro de las fuerzas armadas alemanas. El libro fue publicado en 1924.
De Gaulle además organizaba ponencias sobre el estado de la guerra para sus compañeros cautivos. Pero, sobre todo, intentó la evasión cinco veces, sin éxito, ya que su gran estatura le hacía demasiado visible. Intentó escapar escondiéndose en una canasta de ropa, cavando un túnel, cavando un agujero en una pared e incluso haciéndose pasar por una enfermera para engañar a sus guardias. En efecto, fue trasladado a un establecimiento de mayor seguridad y castigado a su regreso con largos períodos de confinamiento solitario y con el retiro de privilegios como periódicos y tabaco. De sus dos años y medio de cautiverio guardó un recuerdo amargo, considerándose un revenant, un soldado inútil que no sirvió para nada. En sus cartas a sus padres, hablaba constantemente de su frustración de que la guerra continuaba sin él, calificando la situación de «una desgracia vergonzosa» y la comparaba con ser engañado.
Con el fin de la guerra cerca, su depresión aumentó porque no estaba participando en la victoria, y a pesar de sus esfuerzos, permaneció en cautiverio hasta después del armisticio, cuando fue liberado. El 1 de diciembre de 1918, regresó a la casa de su padre en Dordoña para reunirse con sus tres hermanos, que habían servido en el ejército y sobrevivieron a la guerra.

## Entreguerras (1918-1939)

### Polonia y la École Militaire: 1919-1924
Después del armisticio, De Gaulle sirvió junto al personal de la Misión Militar francesa en Polonia como instructor de la infantería de dicho país durante su guerra con la Rusia comunista (1919-1921). Se distinguió en las operaciones cerca del río Zbruch, con el rango de mayor en el Ejército polaco, y adquirió la condecoración militar más alta de Polonia: la Orden Virtuti Militari.
De Gaulle regresó a Francia en 1921, donde se convirtió en profesor de historia militar en St. Cyr. Para esa fecha ya era un orador prominente, aptitud que había adquirido durante sus años de prisionero en Ingolstadt. Luego estudió en la École Militaire de noviembre de 1922 a octubre de 1924. Aquí se enfrentó con su instructor, el coronel Moyrand, siendo el motivo de las disputas, el empleo de tácticas de acuerdo más a las circunstancias que a la doctrina. Después de un ejercicio en el que había desempeñado el papel de comandante, se negó a responder una pregunta sobre suministros, respondiendo que «de minimis non curat pretor» («un líder no se preocupa por trivialidades»). Obtuvo calificaciones respetables, pero no sobresalientes: 15 de 20 en varios de sus exámenes. Moyrand escribió en su informe final que era un «oficial inteligente, culto y serio, brillante y talentoso». Sin embargo, lo criticó por no obtener los beneficios suficientes del curso, la arrogancia que mostraba, excesiva autoconfianza, la brusca desestimación de los puntos de vista de los demás y su actitud de «rey en el exilio». Habiendo ingresado en el lugar 33 de 129, se graduó en el lugar 52, con un grado de assez bien («lo suficientemente bueno»). Fue destinado a Maguncia para ayudar a supervisar el suministro de alimentos y equipos para el Ejército francés de ocupación en Alemania.

### Escritor de Pétain: 1925-1927
La carrera de De Gaulle fue rescatada por el mariscal Pétain, quien hizo los arreglos para que la calificación de su personal se cambiara a bien en lugar de assez bien. Esta clasificación implicaba un «bueno», pero no un «excelente», que se requería para una vacante para general. A partir del 1 de julio de 1925 comenzó a trabajar para Pétain, ejerciendo como «oficial de pluma». De Gaulle desaprobaba la decisión de Pétain con base en tomar el mando en Marruecos en 1925 y desaprobaba la adulación pública hacia dicho general y su esposa. En 1925, De Gaulle comenzó a cultivar a Joseph Paul-Boncour, su primer patrón político. El 1 de diciembre de 1925 publicó un ensayo sobre el «papel histórico de las fortalezas francesas». Este era un tema popular debido a la Línea Maginot que entonces se estaba planificando, pero su argumento era bastante matizado: sostenía que el objetivo de las fortalezas debería ser debilitar al enemigo, no economizar en defensa.
Las diferencias entre de Gaulle y Pétain comenzaron a acrecentarse, y estas tuvieron un punto de inflexión cuando De Gaulle escribió la historia de un soldado francés titulada Le Soldat. En aquella obra registró principalmente material histórico, pero Pétain quería agregar un capítulo final donde ilustrase sus propios pensamientos. Todo esto terminó con una tensa discusión a fines de 1926, la cual terminó con De Gaulle estallando en ira en la oficina de Pétain. En octubre de 1926 regresó a sus deberes con la sede del Ejército del Rin.
De Gaulle había jurado que nunca regresaría a la École de Guerre excepto como comandante, pero a invitación de Pétain, y presentado al escenario por su patrón, pronunció tres conferencias allí en abril de 1927: «Liderazgo en tiempo de guerra», «Personaje» y «Prestige». Estas ponencias más tarde formaron la base de su libro Le Fil de l'Épée (El borde de la espada, 1932). Muchos de los oficiales en la audiencia eran sus mayores, quienes le habían enseñado y evaluado solo unos años antes. (Lacouture, 1991, p. 88)

### Treveris y Beirut: 1927-1930
Luego de doce años como capitán, De Gaulle fue ascendido a comandante el 25 de septiembre de 1927. En noviembre de ese año, fue destinado por dos años a comandar las fuerzas de ocupación de Treveris.
De Gaulle entrenó duramente a sus hombres. Una de sus primeras acciones fue coordinar un ejercicio de cruce del río Mosela durante la noche. Sin embargo, posteriormente arrestó a un soldado por intentar apelar a su adjunto para que lo transfirieran a una unidad más cómoda. Cuando se le investigó inicialmente intentó invocar su condición de miembro de la Maison Pétain, además de solicitar al mismo general el que se protegiera de una reprimenda por interferir con los derechos políticos del soldado. Un observador escribió sobre De Gaulle que, aunque alentaba a los oficiales jóvenes, «su ego brillaba desde lejos». En el invierno de la temporada 1928-1929, treinta soldados (siete de ellos del batallón de De Gaulle) murieron a causa de la llamada «gripe alemana». Después de una investigación, fue elogiado en las esferas del debate parlamentario como un comandante moral y excepcionalmente capaz. La acción que más elogios le valió fue el haber llevado una banda de luto por un soldado raso que era huérfano. Este elogio vino por parte del entonces primer ministro Raymond Poincaré.
Las disputas entre De Gaulle y Pétain por la escritura de Le Soldat se profundizaron en 1928. Pétain, por ende, buscó un nuevo escritor, el coronel Audet, quien no estaba dispuesto a asumir el cargo y escribió a De Gaulle sentirse avergonzado de hacerse cargo del proyecto. Ante estos hechos, Pétain prefirió definitivamente no publicar el libro. En 1929, Pétain no utilizó el borrador del texto hecho por De Gaulle para elogiar al mariscal Ferdinand Foch, quien había muerto ese año.
La ocupación aliada de Renania-Palatinado estaba llegando a su fin, y el batallón que comandaba De Gaulle debía ser disuelto. Para aquella fecha, De Gaulle buscaba un puesto de catedrático en la École de Guerre. Aparentemente hubo una amenaza de dimisión masiva por parte de miembros de la facultad en caso de que se le concediese la cátedra. Se habló de una destinación a Córcega o al norte de África, pero siguiendo los consejos de Pétain, aceptó un envío de dos años al Líbano y Siria.

### Secretaría General del Consejo de la Defensa Nacional: 1930-1940
En la primavera de 1931, cuando su destinación a Beirut llegaba a su fin, De Gaulle una vez más, solicitó a Pétain el interceder para conseguir un puesto de catedrático en la École de Guerre. Pétain trató de obtenerle un cupo como profesor de Historia allí, pero una vez más no lo tendría. En cambio, De Gaulle, basándose en los planes que había trazado en 1928 para la reforma de esa institución, le pidió a Pétain que le creara un puesto especial que le permitiera dar conferencias sobre «la conducta de la guerra», tanto para la École de Guerre como para el Centre des Hautes Études Militaires (CHEM; un colegio superior de personal para generales, conocido como la «escuela para mariscales»), como para los civiles en la Escuela Normal Superior de París, y para los funcionarios públicos.
En cambio, Pétain le aconsejó que solicitara un puesto en la Secrétariat Général du Conseil Supérieur de la Défense Nationale (SGDN; Secretaría General del Consejo de la Defensa Nacional, reportando al Subsecretario del primer ministro, para así luego trasladarse al Ministerio de Guerra en 1936) en París. Pétain le prometió negociar por el nombramiento, el cual creía que sería beneficioso para De Gaulle. Fue enviado a la SGDN en noviembre de 1931, partiendo como oficial de redacción.
Fue ascendido a teniente coronel en diciembre de 1932 y nombrado jefe de la Tercera Sección (operaciones). Su servicio en la SGDN le dio seis años de experiencia siendo parte de la colaboración entre el ejército y el gobierno para la planificación militar, lo que, a la larga, le permitió asumir responsabilidades ministeriales en 1940.
Después de estudiar las gestiones militares en países como los Estados Unidos, Italia y Bélgica, De Gaulle redactó un proyecto de ley para la organización de Francia en tiempos de guerra. Hizo una presentación acerca de su proyecto de ley al CHEM. El proyecto de ley fue aprobado por la Cámara de Diputados, sin embargo rechazado en el Senado.

##### Defensor de la guerra blindada
A diferencia de Pétain, De Gaulle creía en el uso de tanques y maniobras rápidas en lugar de la guerra de trincheras. De Gaulle se convirtió en discípulo de Émile Mayer (1851-1938), un teniente coronel retirado (su carrera había sido damnificada por el caso Dreyfus) y pensador militar. Mayer pensó que, aunque las guerras aún debían ocurrir, era «obsoleto» que los países civilizados amenazaran o se enfrentaran unos a otros como lo habían hecho en siglos anteriores. Tenía una mala opinión acerca de la calidad de los generales franceses, además de ser crítico de la Línea Maginot y un defensor de la guerra mecanizada. Lacouture sugiere que Mayer centró los pensamientos de De Gaulle en su obsesión por la mística del líder fuerte (Le Fil d'Epée: 1932) y en la lealtad a las instituciones republicanas y la reforma militar.
En 1934, De Gaulle escribió Vers l'Armée de Métier (Hacia un Ejército Profesional). Propuso la mecanización de la infantería, con énfasis en una fuerza élite de 100 000 hombres y 3000 tanques. El libro imagina tanques recorriendo el país como caballería. El mentor de De Gaulle, Emile Mayer, era algo más profético que él acerca de la importancia futura del poder aéreo en el campo de batalla. Tal ejército compensaría la escasez de población en Francia y sería una herramienta eficiente para hacer cumplir el derecho internacional, particularmente el Tratado de Versalles, que prohibía a Alemania rearmarse. También pensó que sería un precursor de una reorganización nacional más profunda, y escribió que «un maestro debe hacer su aparición [...] cuyas órdenes no pueden ser impugnadas; un hombre defendido por la opinión pública».
Solo 700 copias fueron vendidas en Francia; se cree que la afirmación de que se vendieron miles de copias en Alemania es una exageración. De Gaulle utilizó el libro para ampliar sus contactos entre los periodistas, en particular con André Pironneau, editor de L'Écho de Paris. El libro atrajo elogios en todo el espectro político, salvo de parte de la izquierda, la cual estaba comprometida con el ideal de un ejército de ciudadanos. Las opiniones de De Gaulle atrajeron la atención del inconformista político centroderechista, Paul Reynaud, a quien frecuentemente escribía en términos obsequiosos. Reynaud lo invitó a reunirse con él, el 5 de diciembre de 1934.
La familia De Gaulle era muy reservada. De Gaulle estaba profundamente enfocado en su carrera en este momento. No hay evidencia alguna de que haya sido tentado por el fascismo, así como también hay poca evidencia acerca de sus puntos de vista sobre crisis políticas como los disturbios del 6 de febrero de 1934. Aprobó la campaña de rearme que inició el gobierno del Frente Popular en 1936, aunque la doctrina militar francesa seguía siendo el que los tanques deberían usarse en paquetes de penique para el apoyo de la infantería (irónicamente, en 1940 las unidades de los panzers alemanes serían quienes usarían el sistema que De Gaulle defendía). En 1935, había escrito una carta a su madre advirtiéndole que la guerra con Alemania era inevitable y que tarde o temprano iba a librarse, además de haberle asegurado que el pacto de Pierre Laval con la Unión Soviética ese mismo año fue para bien, comparándolo con la alianza de Francisco I y los otomanos contra el emperador Carlos V.

#### 1936-1940: Regimiento de tanques
Desde abril de 1936, mientras todavía estaba en su puesto de personal de la SGDN, de Gaulle también fue conferencista de generales en la CHEM. Los superiores de De Gaulle desaprobaban sus puntos de vista acerca de los tanques, y no consiguió su ascenso a coronel, supuestamente debido a que su récord de servicio no era lo suficientemente bueno. Intercedió con su patrón político, Reynaud, quien terminó mostrándola su historial al ministro de Guerra, el radical-socialista Edouard Daladier. Daladier, que era un entusiasta del rearme con armamento modernas, se aseguró de que de Gaulle fuese incluido en la lista de ascensos para el año entrante.
En 1937, el general Bineau, quien fue su profesor en St. Cyr, escribió en su informe sobre su cátedra en CHEM que era altamente capaz y apto para el alto mando en el futuro, pero que habría ocultado sus atributos bajo «una actitud fría y elevada». Lo pusieron al mando del 507.° Regimiento de Tanques (que consistía en un batallón de Char D2 medianos y un batallón de tanques ligeros R35) en Metz el 13 de julio de 1937, y su ascenso a coronel completo entró en vigencia el 24 de diciembre de ese año. De Gaulle atrajo la atención del público al encabezar un desfile de 80 tanques en la Place d'Armes en Metz, en su tanque de comando «Austerlitz».
En ese momento, De Gaulle estaba comenzando a ser conocido como «Coronel Motor». A invitación de la editorial Plon, produjo otro libro, La France et son Armée (Francia y su Ejército) en 1938. De Gaulle incorporó gran parte del texto que había escrito para Pétain una década antes en Le Soldat, siendo esto motivo de disgusto para Pétain. Al final, De Gaulle acordó incluir una dedicación a Pétain (aunque escribió la suya en lugar de usar el borrador que le envió Pétain), la cual fue eliminada en ediciones de posguerra. Hasta 1938, Pétain había tratado a De Gaulle, como dice Lacouture, «con buena voluntad ilimitada», pero en octubre de 1938, en privado, pensaba que su antiguo protegido era «un hombre ambicioso y muy mal educado».

## Segunda Guerra Mundial: La caída de Francia

### Comienzo de la guerra
Para el estallido de la Segunda Guerra Mundial, de Gaulle fue puesto al mando de los tanques del Quinto Ejército Francés (cinco batallones dispersos, equipados en gran medida con tanques ligeros R35) en Alsacia. El 12 de septiembre de 1939 atacó en Bitche, simultáneamente con la ofensiva de Sarre.
Los tanques de De Gaulle fueron inspeccionados por el presidente Lebrun, quien quedó impresionado, pero lamentó que ya fuera demasiado tarde para implementar sus ideas. Escribió un artículo titulado L'Avènement de la force mécanique (La Llegada de la Fuerza Blindada), el cual envió al general Georges (Comandante en Jefe en el Frente Noreste) y al socialista Léon Blum. Daladier, primer ministro en ese momento, no leyó dicho artículo dado que supuestamente estaba demasiado ocupado para hacerlo.
A fines de febrero de 1940, Reynaud le comunicó a de Gaulle que sería destinado para el mando de una división blindada tan pronto como fuese posible. A principios del mismo año (la fecha exacta es incierta), de Gaulle propuso a Reynaud que fuera nombrado secretario general del Consejo de Guerra. Esto, bajo todos los efectos le convertiría en consejero militar de gobierno. Sin embargo, cuando Reynaud fue nombrado primer ministro durante marzo, dependía del respaldo de Daladier, por lo que el puesto recayó en la figura del político Paul Baudouin (posterior canciller del Régimen de Vichy).
A finales de marzo de 1940, Reynaud le comunicó a de Gaulle que se le daría el mando de la 4.ª. División Blindada. El gobierno estaba en una posición de aparente purga, puesto que Daladier y el general Maurice Gamelin fueron atacados por la opinión pública a raíz de la derrota de los Aliados en Noruega. El 3 de mayo, De Gaulle, por su parte, seguía insistiendo a Reynaud para que se le diese el puesto de secretario general en el consejo para afrontar la guerra y así redirigir la organización del Ejército. El 7 de mayo se encontraba reuniendo al personal de su nueva división.

### La Batalla de Francia: Comandante de División

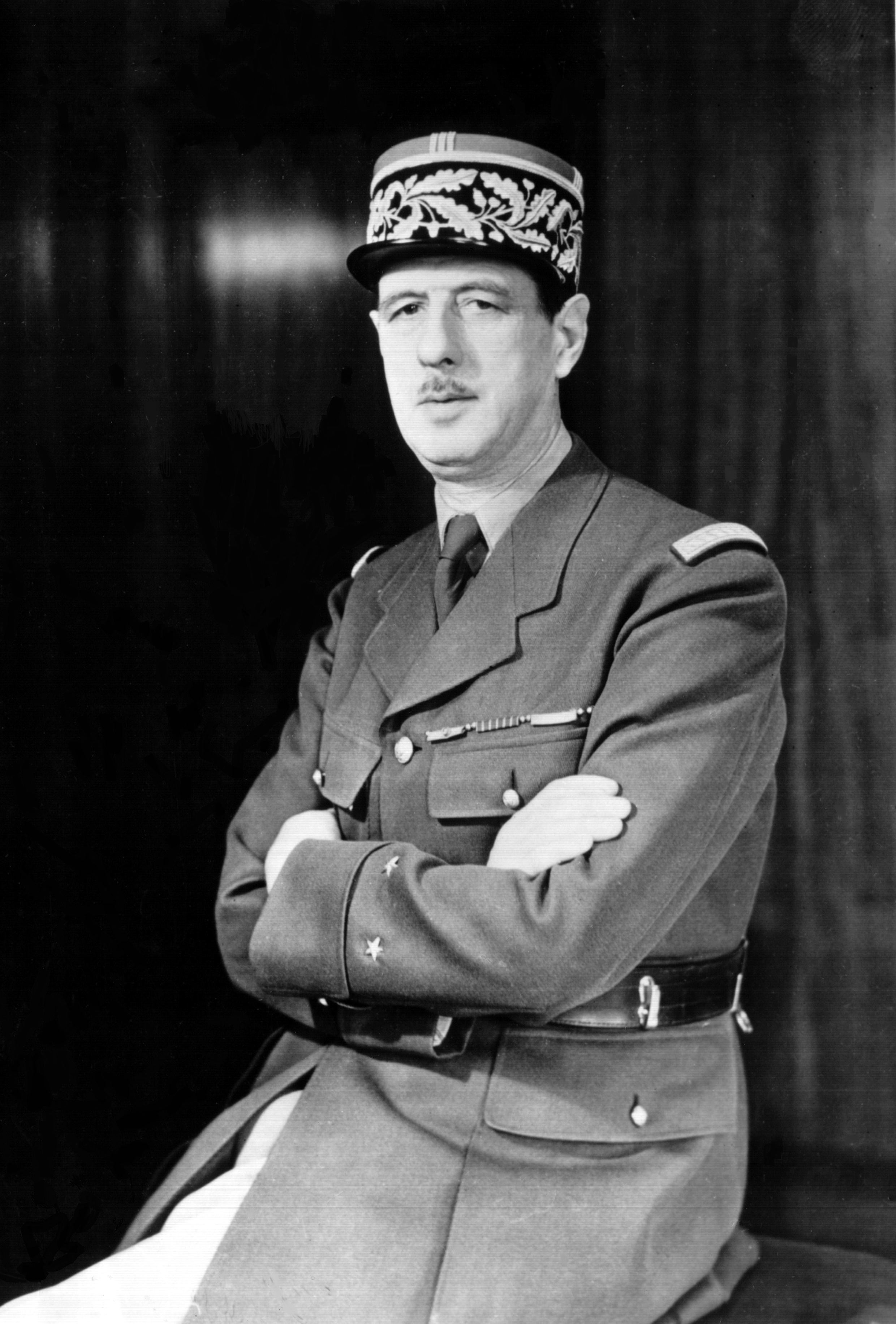
De Gaulle durante la Segunda Guerra Mundial, vistiendo el uniforme de general de brigada que luciría en actos públicos por el resto de su vida.

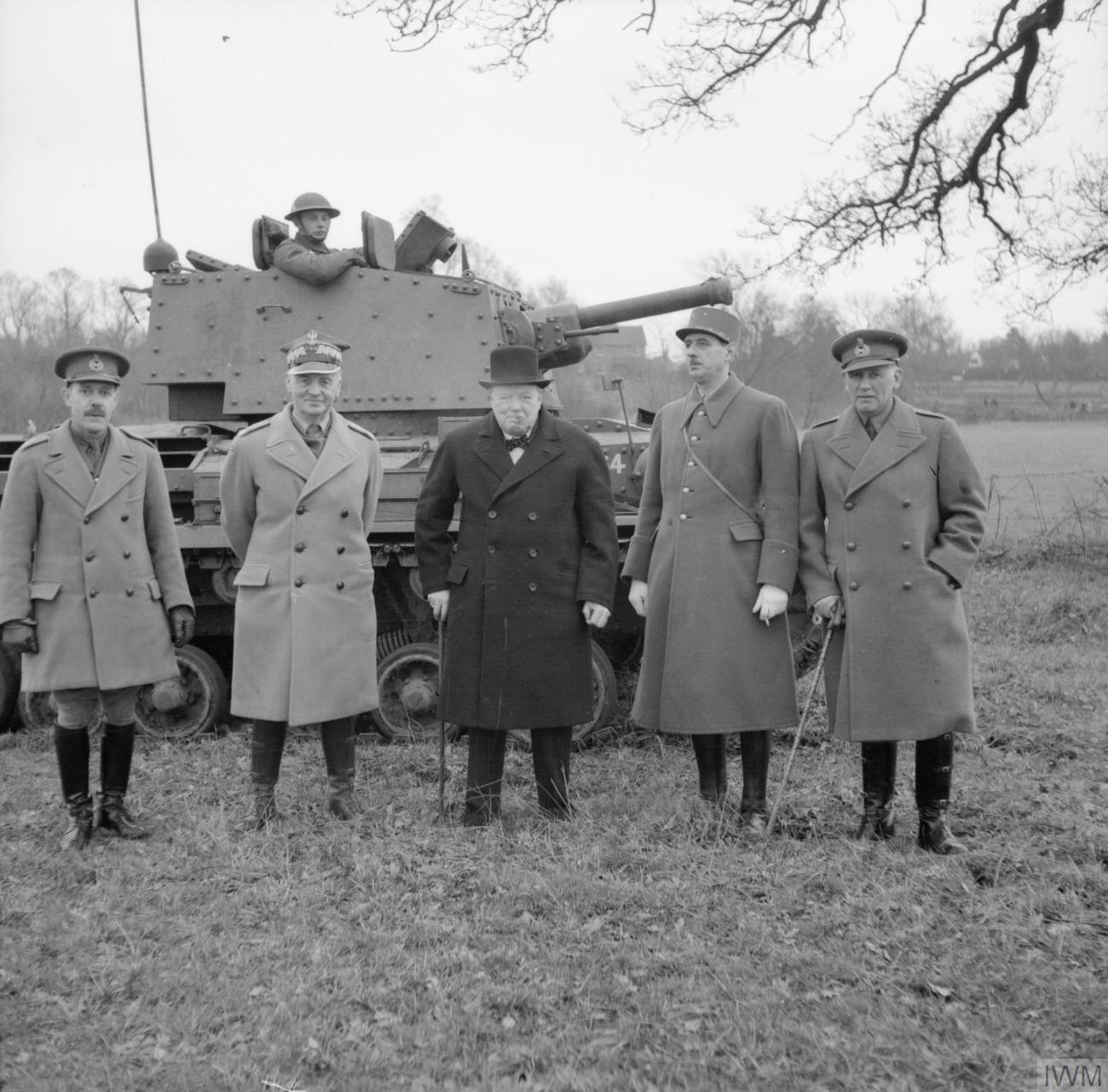
Churchill y Charles de Gaulle, líder de la Francia libre (tercero y cuarto por la izquierda), en febrero de 1941.

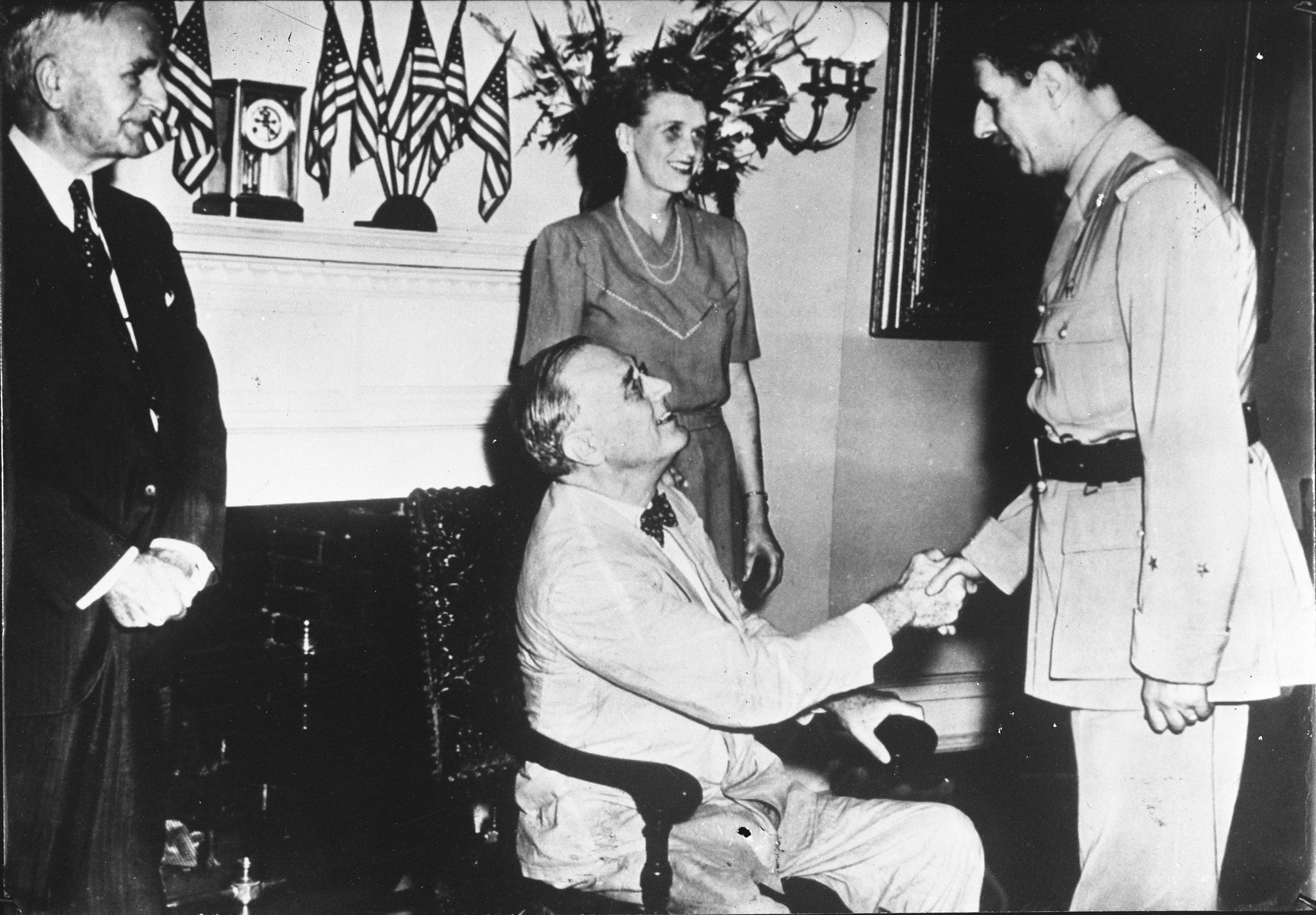
Reunión con Roosevelt y el general De Gaulle

Los alemanes atacaron el oeste el 10 de mayo. De Gaulle ya estaba activo con su nueva división el 12 de mayo. Los alemanes habían penetrado la frontera en Sedán el 15 de mayo de 1940. Ese día, teniendo reunidos tres batallones de tanques y menos de un tercio de sus hombres, fue convocado al cuartel general, indicándosele que atacara para así ganar tiempo para que el Sexto Ejército del General Robert Touchon se desplegara hacia al Aisne desde la Línea Maginot. El general Georges le comentó a de Gaulle que era su oportunidad para implementar las ideas.
De Gaulle comandó algunas unidades de artillería y de caballería en retirada, y de paso, recibió una media brigada adicional, cuyos batallones incluía algunos tanques pesados Char B1 bis. El ataque a Montcornet, un cruce de carreteras clave cerca de Laon, comenzó alrededor de las 04:30 el 17 de mayo. Superado en número y sin apoyo aéreo, perdió 23 de sus 90 vehículos en minas y armas antitanque (o Stukas). El 18 de mayo fue reforzado por dos nuevos regimientos de caballería blindada, elevando su fuerza a 150 vehículos. Atacó de nuevo el 19 de mayo y sus fuerzas fueron devastadas una vez más por los Stukas alemanes y la artillería. Ignoró las órdenes de retirarse por parte del general Georges y, a primera hora de la tarde, exigió dos divisiones más a Touchon, quien rechazó su solicitud. A pesar de que los tanques de De Gaulle obligaron a la infantería alemana a retirarse a Caumont-sur-Durance, la acción solo trajo un efímero alivio temporal e hizo poco para detener el arrollador avance alemán. No obstante, fue uno de los pocos éxitos que disfrutaron los franceses mientras sufrían derrotas en otras partes del país.
Retrasó su retiro hasta el 20 de mayo. El 21 de mayo, a petición de los agentes de propaganda, dio una charla en la radio francesa sobre su reciente ataque. En reconocimiento por sus esfuerzos, de Gaulle fue ascendido al rango de brigadier general el 23 de mayo de 1940. A pesar de haber sido retirado obligatoriamente como coronel el 22 de junio (ver más abajo), usaría el uniforme de general de brigada durante el resto de su vida.
Los días 28 y 29 de mayo, de Gaulle dirigió un ataque contra los alemanes al sur del departamento de Somme en Abbeville, tomando alrededor de 400 prisioneros en un intento desesperado por tratar cortar una ruta de escape con tal de que las fuerzas aliadas nuevamente tuvieran una cabeza de playa en Dunkerque.

## 1944-1946: Gobierno Provisional de la Francia liberada

Charles de Gaulle junto a Winston Churchill en Marrakech, en 1944

Se convirtió en el jefe militar más visible de la Francia liberada y, gracias a este prestigio, presidió hasta 1946 el Gobierno Provisional de la República.

## Retiro de la política

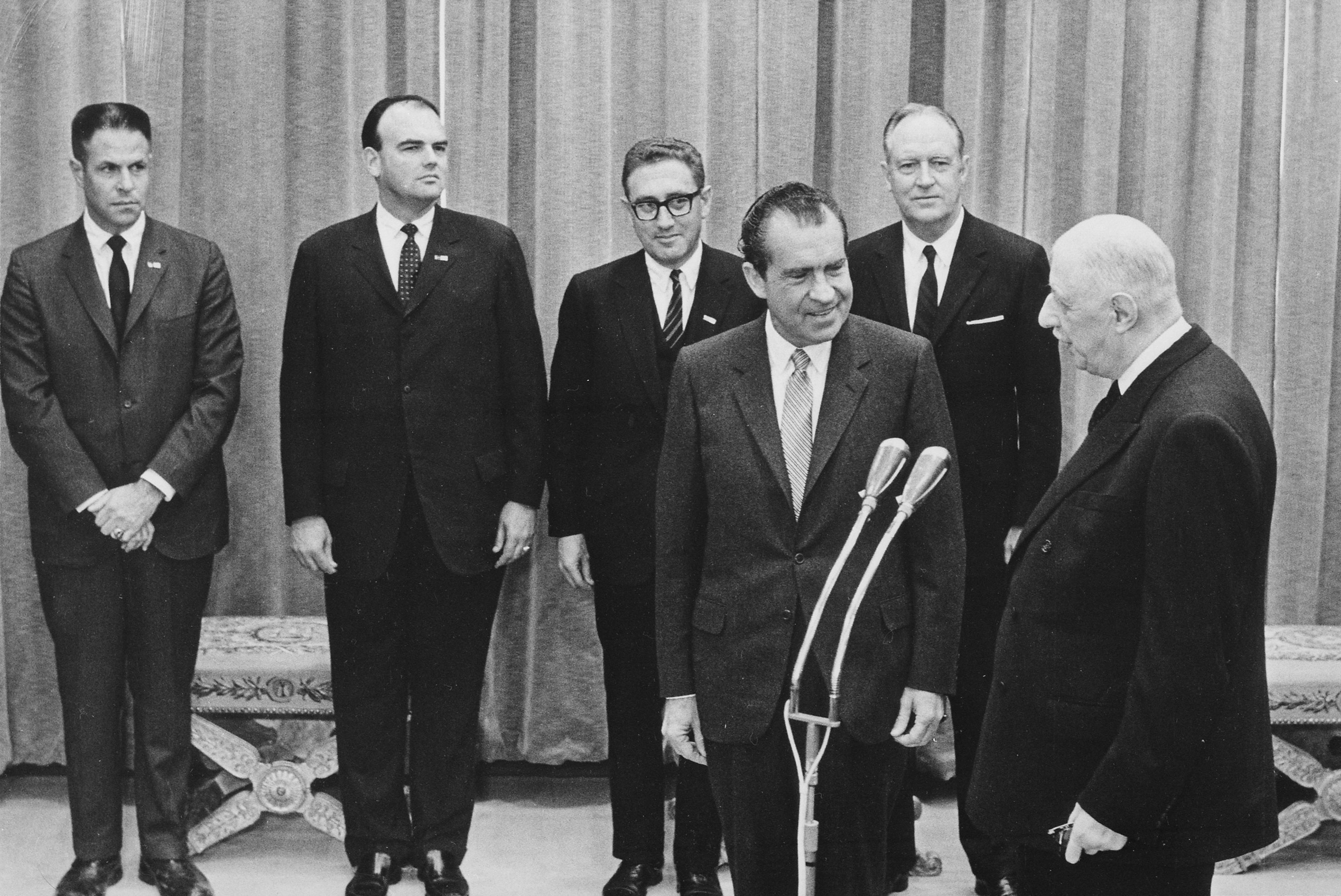
Charles de Gaulle junto a Nixon.

Tras un largo período alejado de la vida pública, vuelve a la arena política para solucionar el enquistado problema de Argelia, colonia francesa que quería independizarse, y la endémica inestabilidad política de la IV República.

## Quinta República
Francia, al borde de la guerra civil por las tensiones entre el gobierno central, desunido y desorganizado, y un grupo de ultraderecha, pro-colonos de Argelia, denominado Organisation de l'Armée Secrète (OAS) que exigía la represión lisa y llana del movimiento independentista argelino de Ahmed Ben Bella, y con serios desequilibrios financieros heredados de esa situación, recurrió a él momentos antes de que estallara un golpe de Estado contra el último primer ministro Pierre Pflimlin. De Gaulle asumió el cargo enseguida (1 de junio de 1958), logró del presidente Coty y de la Asamblea General plenos poderes y procedió a la creación de la V República, aprobada masivamente en un referéndum ese mismo año. Al año siguiente, de Gaulle obtendría la presidencia venciendo con el 78 % de los votos al comunista Georges Marrane, que apenas logró el 13 %, y el 9 % el independiente André Châtelet. Esta sería la única elección presidencial francesa realizada por medio de un cuerpo electoral de alrededor de 80 000 personas compuesto de diputados, consejeros generales y de representantes de los concejos. Aprovechando el impulso obtenido favoreció la creación de un movimiento (no quiso que se llamara partido) alrededor de su figura, la Unión para la Nueva República (UNR). Creó así la ideología del gaullismo (en francés Gaullisme) de tipo tercerposicionista con toques de conservadurismo.

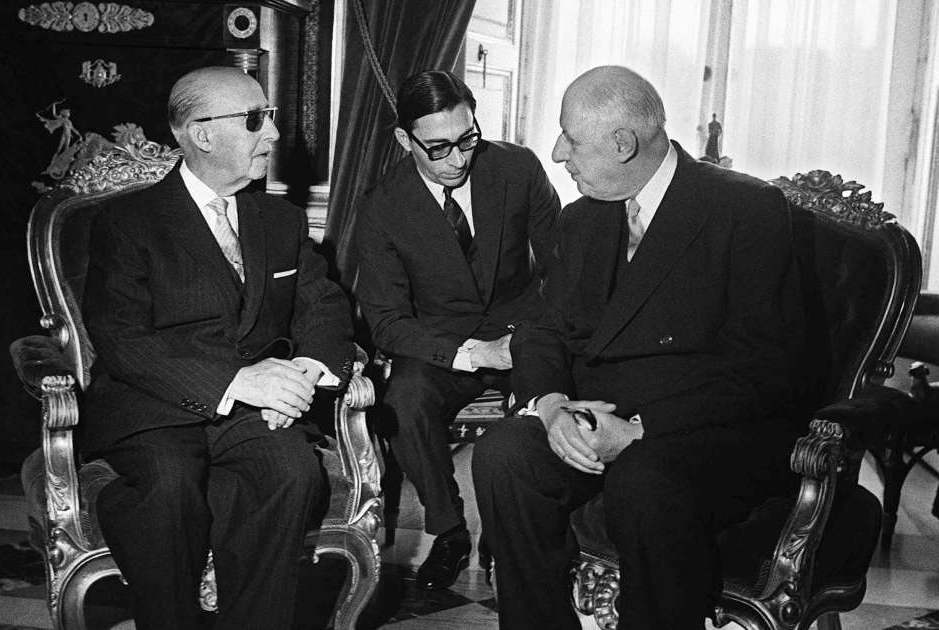
El general Francisco Franco (i.) habla con el general Charles de Gaulle el 8 de junio de 1970 en su residencia Pardo, cerca de Madrid.

Esta etapa se caracteriza por su firme oposición a los Estados Unidos, mediante una reafirmación de la soberanía francesa que se plasmará en la salida de las estructuras militares integradas de la OTAN (a la que volvería Francia en 2009, durante la presidencia de Nicolás Sarkozy) y en la petición de conversión en oro de las reservas francesas de dólares, lo que provocó una crisis financiera mundial, que fue uno de los factores que obligaron a Nixon a suspender la convertibilidad del dólar en oro en agosto de 1971.

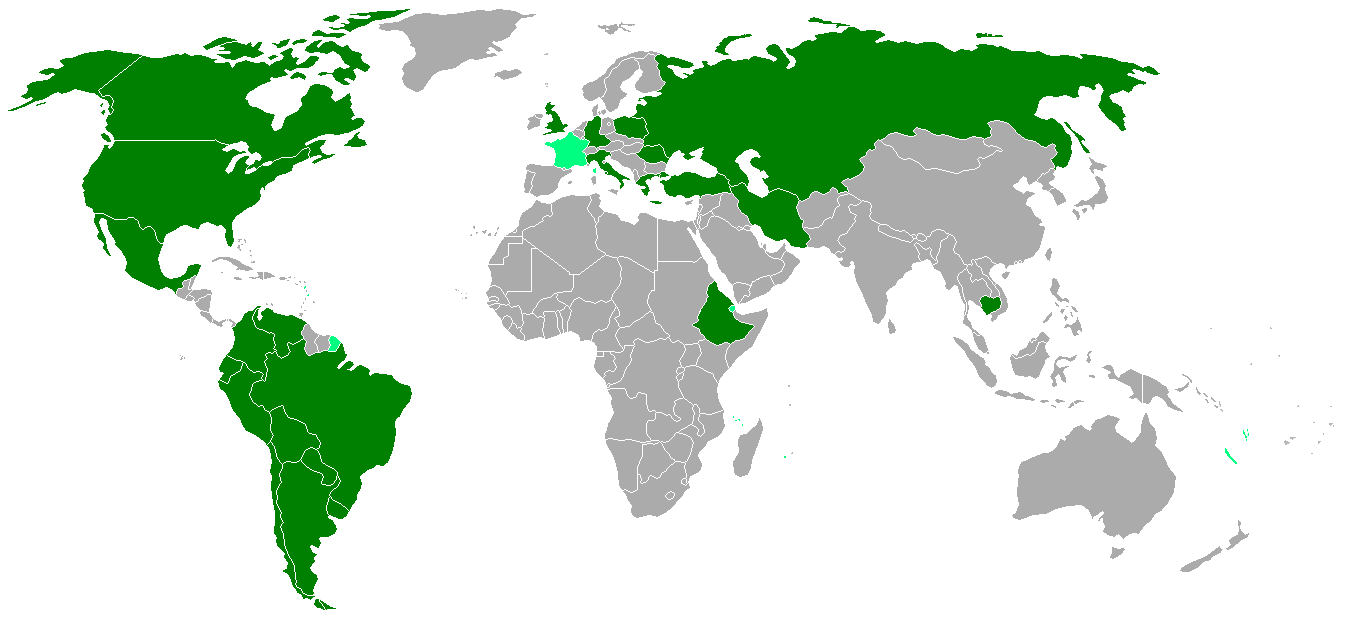
Países que el presidente De Gaulle visitó durante su presidencia.

Finalmente, tras una sangrienta guerra no convencional (guerrillas, atentados...) Argelia se independiza en julio de 1962, poniendo punto final al problema más sangrante del Gobierno de Gaulle. Significó un giro radical en la política exterior francesa, que abandona veleidades coloniales pretéritas y centra sus miras en la construcción europea.

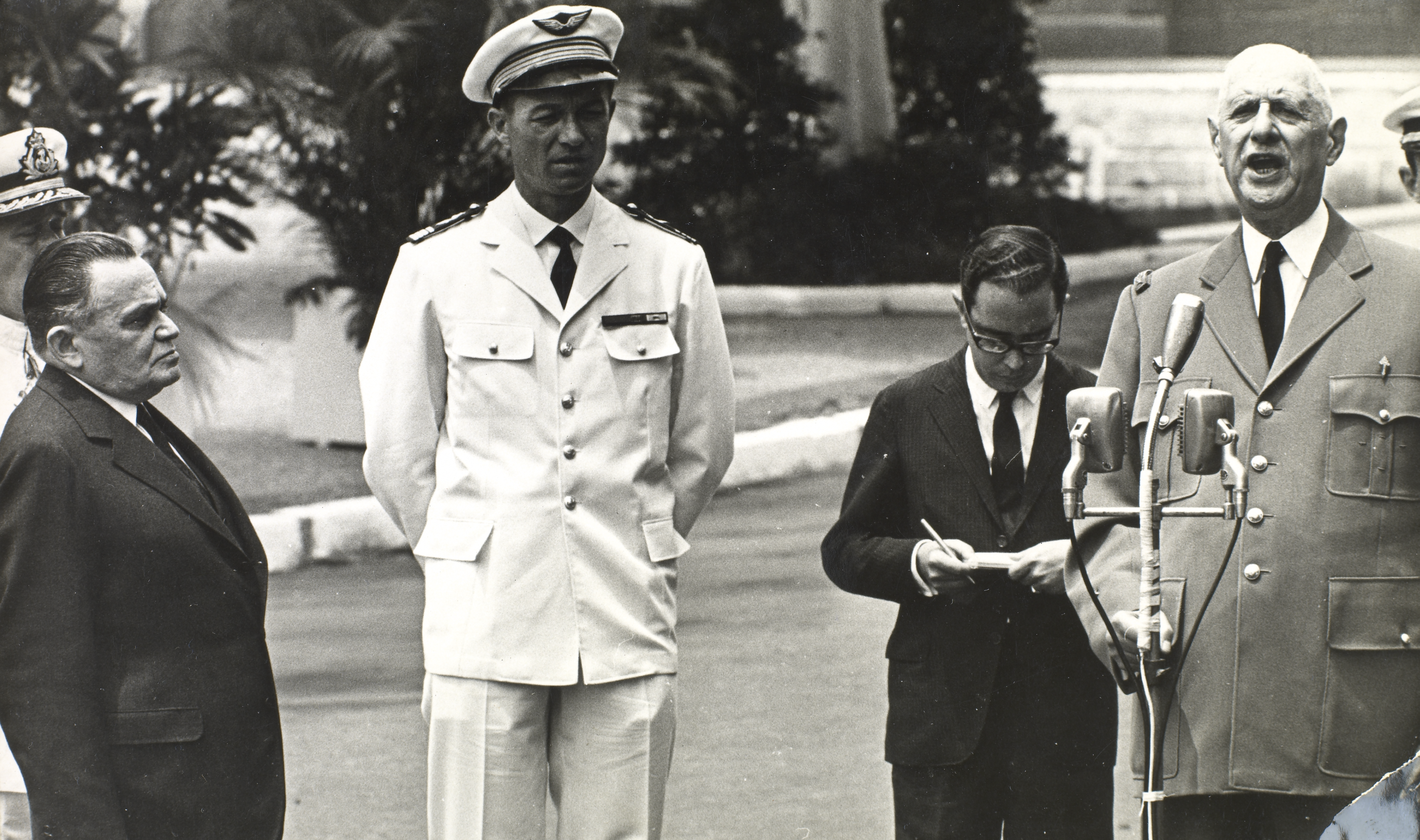
De Gaulle durante su visita oficial a Brasil en octubre de 1964, junto al Presidente Humberto de Alencar Castelo Branco.

El 22 de enero de 1963, Alemania y Francia se reconcilian tras la firma por Charles de Gaulle y Konrad Adenauer del Tratado del Elíseo. Las disonancias con países vecinos por la construcción del Mercado Común Europeo hicieron mermar la popularidad de De Gaulle en el frente interno, que llegó afectada a las elecciones presidenciales de 1965. En ellas, de Gaulle no logró imponerse en la primera vuelta, ya que obtuvo el 44 % de los sufragios, 34 puntos menos que seis años antes. Ante tal situación, de Gaulle estuvo a punto de renunciar a su candidatura y retirarse de la política por lo que consideraba una reprobación, pero finalmente se presentó y venció con el 54 % ante el 46 % de la Federación de la Izquierda Democrática y Socialista que encabezaba Mitterrand.

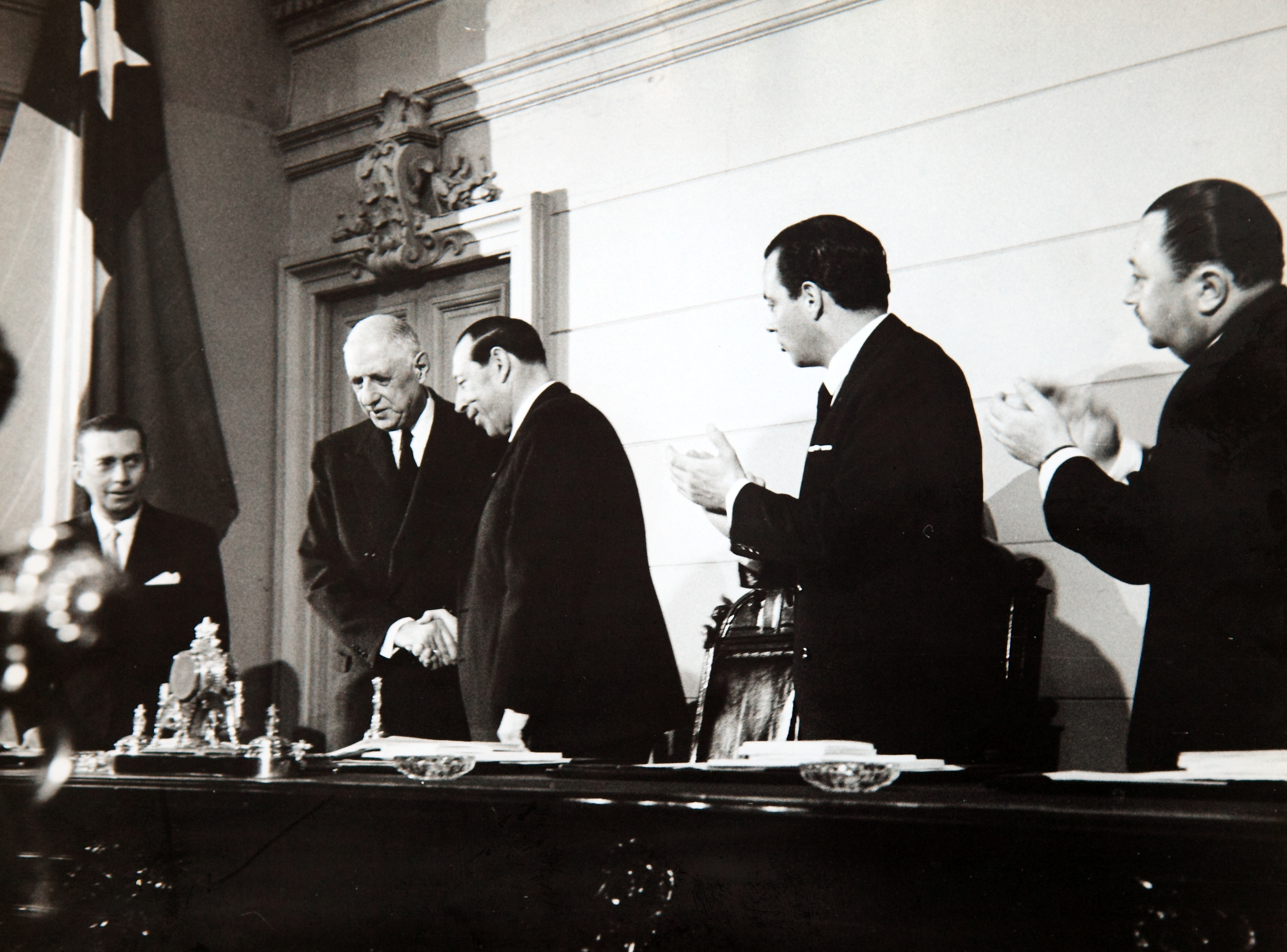
Visita del presidente Charles de Gaulle al Congreso Nacional de Chile. Junto a el se encuentran Hugo Zepeda Barrios, Raúl Morales y Eduardo Cañas.

En 1964 realizó una histórica gira por varios país de América Latina (que fue conmemorada en 2014), en la cual visitó varios países como Venezuela, Uruguay, Paraguay, donde se reunió con el dictador Alfredo Stroessner; Chile donde se reunió con el presidente Jorge Alessandri y el presidente electo Eduardo Frei Montalva; México donde se reunió con el presidente Adolfo López Mateos y sus antecesores Emilio Portes Gil, Lázaro Cárdenas del Río, Miguel Alemán y Adolfo Ruiz Cortines. En este país pronunció algunos discursos en español en el Zócalo de la Ciudad de México ante la presencia de miles de personas; también visitó Brasil y Argentina, donde un grupo de partidarios de Juan Domingo Perón buscaron una posibilidad de reunir a ambas figuras políticas.
En la etapa final de su Gobierno, se enfrentó a un recrudecimiento del conflicto social que derivará en el denominado «Mayo francés» (1968, una revuelta estudiantil y obrera que fuerza la caída del gabinete del primer ministro gaullista Georges Pompidou). En 1969, de Gaulle convoca un referéndum sobre las regiones en Francia para lograr mayor legitimidad, pero pierde. Derrotado, dimitirá y se retirará de la política. Murió de un aneurisma el 9 de noviembre de 1970, dejando sus memorias inconclusas.
De Gaulle dejó una impronta indeleble en la política francesa del pasado y presente siglo, pues buena parte de sus ideas están todavía presentes en la Francia actual, bajo la corriente del denominado «gaullismo». En su honor se cambió el nombre a la parisina plaza de «L'Étoile» (lugar en el que se sitúa el Arco de Triunfo de París) por plaza Charles de Gaulle.

### Artículos
- Passeron, Antonio (1994). «1958 : De Gaulle revient». Le Monde (en francés) (Paris: Le Monde). 1944-1994: 38. ISSN 0395-2037.

### Libros
- De Gaulle, Charles (2000). Mémoires. Bibliothèque de la Pléiade (en francés). Paris: Gallimard. ISBN 978-2-07-011583-9.
- Malraux, André (1976). Le Miroir des Limbes. Bibliothèque de la Pléiade (en francés). Paris: Gallimard. ISBN 2070108643.
- Peyrefitte, Alain (2009). C’était de Gaulle (3 volúmenes) (en francés). Paris: Le Livre de Poche. ISBN 9782213028323.
- Pérez López, Pablo (2003). Charles de Gaulle. Una idea de Francia (1 volumen). Madrid: Acento. ISBN 84-483-0777-1.

### Obras de Charles de Gaulle
- Une mauvaise rencontre Imprenta de Montligeon, 1906 (escrito con 15 años)
- La Congrégation, Hors de France Revista del collège de Antoing (n.° 6) 1908
- Carnet de campagne d'un officier français Revue de Paris (n° 6) 1920
- La Discorde chez l'ennemi Berger-Levrault 1924
- Le Flambeau (1.ª et 2.ª parte) Revue militaire (n.° 69 y 70) 1927
- La Défaite, question morale 1927-1928
- Philosophie du recrutement Revue de l'Infanterie (n.° 439) 1929
- La Condition des cadres dans l'armée 1930-1931
- Histoire des troupes du Levant Imprenta nationale 1931 (en colaboración con el comandante Yvon y el coronel de Mierry)
- Le fil de l'épée Berger-Levrault 1932
- Combats du Temps de paix Revue de l'Infanterie (n.° 476) 1932
- Pour une politique de défense nationale Revue Bleue (n.° 3) 1933
- Le soldat de l'Antiquité Revue de l'Infanterie 1933
- Forgeons une armée de métiers Revue des Vivants 1934
- Vers l'armée de métier Berger-Levrault 1934
- Le problème belge Revue Défense Nationale 1936
- La France et son Armée Plon 1938
- Trois études Berger-Levrault 1945 (Papel histórico de las fortalezas; Movilización económica en el extranjero ; Cómo construir un ejército profesional) seguido de Mémorandum du 26 janvier 1940.
- Mémoires de guerre
  - Volume I - L'Appel, 1940-1942 Plon 1954
  - Volume II - L'Unité, 1942-1944 Plon 1956
  - Volume III - Le Salut, 1944-1946 Plon 1959
- Mémoires d'espoir
  - Volume I - Le Renouveau, 1958-1962 Plon 1970
  - Volume II - L'effort, 1962... Plon 1971
- Discours et Messages
  - Volume I - Pendant la Guerre, 1940-1946 Plon 1970
  - Volume II - Dans l'attente, 1946-1958 Plon 1970
  - Volume III - Avec le Renouveau, 1958-1962 Plon 1970
  - Volume IV - Pour l'Effort, 1962-1965 Plon 1970
  - Volume V - Vers le Terme, 1966-1969 Plon 1970
- Lettres, Notes et Carnets
  - Tome 1 - 1905-1918 Plon 1980
  - Tome 2 - 1919-junio de 1940 Plon 1980
  - Tome 3 - Junio de 1940-julio de 1941 Plon 1981
  - Tome 4 - Julio de 1941-mayo de 1943 Plon 1982
  - Tome 5 - Junio de 1943-mayo de 1945 Plon 1983
  - Tome 6 - Mayo de 1945-junio de 1951 Plon 1984
  - Tome 7 - Junio de 1951-mayo de 1958 Plon 1985
  - Tome 8 - Junio de 1958-diciembre de 1960 Plon 1985
  - Tome 9 - Enero de 1961-diciembre de 1963 Plon 1986
  - Tome 10 - Enero de 1964-junio de 1966 Plon 1986
  - Tome 11 - Julio de 1966-abril de 1969 Plon 1987
  - Tome 12 - Mayo de 1969-noviembre de 1970 Plon 1988
  - Tome 13 - Complementos de 1924 a 1970 Plon 1997
- Textos, discursos, declaraciones y notas. La Documentation française n.° 216 (25 de septiembre de 1967)